# 拉斯馬尼亞尼塔斯 (巴拿馬區)
拉斯馬尼亞尼塔斯（西班牙語：Las Mañanitas），是巴拿馬的城鎮，位於該國中東部，由巴拿馬省的巴拿馬區負責管轄，面積23.4平方公里，2010年人口39,473，人口密度每平方公里1,686.9人。